# Hannes van Elk
Hannes van Elk is een trickster-personage uit de Nederlandse folklore, die in de schriftelijke en mondelinge overlevering van Aalsmeer voorkomt. De volksverhalen rondom Hannes van Elk gaan met name over wonderbaarlijke vangst van dieren.